# Statistiche e record di Tomáš Berdych
| Finali in carriera                                                |                     |       |       |     |      |
| Specialità                                                        | Categoria           | Vinte | Perse | Tot | V %  |
| Singolare                                                         | Grande Slam         | –     | 1     | 1   | 0%   |
| Singolare                                                         | Olimpiadi estive    | –     | –     | –   | –    |
| Singolare                                                         | Torneo di fine anno | –     | –     | –   | –    |
| Singolare                                                         | ATP Masters 10001   | 1     | 3     | 4   | 25%  |
| Singolare                                                         | ATP Tour 500        | 3     | 4     | 7   | 43%  |
| Singolare                                                         | ATP Tour 250        | 9     | 11    | 20  | 45%  |
| Singolare                                                         | Totale              | 13    | 19    | 32  | 40%  |
| Doppio                                                            | Grande Slam         | –     | –     | –   | –    |
| Doppio                                                            | Olimpiadi estive    | –     | –     | –   | –    |
| Doppio                                                            | Torneo di fine anno | –     | –     | –   | –    |
| Doppio                                                            | ATP Masters 10001   | –     | –     | –   | –    |
| Doppio                                                            | ATP Tour 500        | 1     | 1     | 2   | 50%  |
| Doppio                                                            | ATP Tour 250        | 1     | –     | 1   | 100% |
| Doppio                                                            | Totale              | 2     | 1     | 3   | 67%  |
| Totale                                                            | Totale              | 15    | 20    | 35  | 42%  |
| 1 Conosciuti in precedenza come "ATP Masters Series" (2004–2008). |                     |       |       |     |      |

In questa pagina sono riportate le statistiche e i record realizzati da Tomáš Berdych durante la carriera tennistica.

## Statistiche

### Singolare

#### Vittorie (13)
| Legenda singolare                                      |
| Grande Slam (0)                                        |
| Tennis Masters Cup / ATP World Tour Finals (0)         |
| ATP Masters Series / ATP Masters 1000 (1)              |
| ATP International Series Gold / ATP World Tour 500 (3) |
| ATP International Series / ATP World Tour 250 (9)      |

| Numero | Data             | Torneo                                        | Superficie    | Avversario in finale   | Punteggio               |
| 1.     | 3 ottobre 2004   | Campionati Internazionali di Sicilia, Palermo | Terra rossa   | Filippo Volandri       | 6-3, 6-3                |
| 2.     | 6 novembre 2005  | BNP Paribas Masters, Parigi                   | Sintetico (i) | Ivan Ljubičić          | 6-3, 6-4, 3-6, 4-6, 6-4 |
| 3.     | 17 giugno 2007   | Halle Open, Halle                             | Erba          | Marcos Baghdatis       | 7-5, 6-4                |
| 4.     | 5 ottobre 2008   | Japan Open Tennis Championships, Tokyo        | Cemento       | Juan Martín del Potro  | 6-1, 6-4                |
| 5.     | 10 maggio 2009   | BMW Open, Monaco di Baviera                   | Terra rossa   | Michail Južnyj         | 6-4, 4-6, 7-6(5)        |
| 6.     | 9 ottobre 2011   | China Open, Pechino                           | Cemento       | Marin Čilić            | 3-6, 6-4, 6-1           |
| 7.     | 5 febbraio 2012  | Open Sud de France, Montpellier               | Cemento (i)   | Gaël Monfils           | 6-2, 4-6, 6-3           |
| 8.     | 21 ottobre 2012  | Stockholm Open, Stoccolma (1)                 | Cemento (i)   | Jo Wilfried Tsonga     | 4-6, 6-4, 6-4           |
| 9.     | 16 febbraio 2014 | ABN AMRO World Tennis Tournament, Rotterdam   | Cemento (i)   | Marin Čilić            | 6-4, 6-2                |
| 10.    | 19 ottobre 2014  | Stockholm Open, Stoccolma (2)                 | Cemento (i)   | Grigor Dimitrov        | 5-7, 6-4, 6-4           |
| 11.    | 5 ottobre 2015   | Shenzhen Open, Shenzhen (1)                   | Cemento (i)   | Guillermo García López | 6-3, 7-6(7)             |
| 12.    | 25 ottobre 2015  | Stockholm Open, Stoccolma (3)                 | Cemento (i)   | Jack Sock              | 7-6(1), 6-2             |
| 13.    | 2 ottobre 2016   | Shenzhen Open, Shenzhen (2)                   | Cemento       | Richard Gasquet        | 7-6(5), 6(2)-7, 6-3     |

#### Finali perse (19)
| Legenda singolare                                      |
| Grande Slam (1)                                        |
| Tennis Masters Cup / ATP World Tour Finals (0)         |
| ATP Masters Series / ATP Masters 1000 (3)              |
| ATP International Series Gold / ATP World Tour 500 (4) |
| ATP International Series / ATP World Tour 250 (11)     |

| Numero | Data              | Torneo                                      | Superficie  | Avversario in finale  | Punteggio        |
| 1.     | 17 luglio 2005    | Swedish Open, Båstad (1)                    | Terra rossa | Rafael Nadal          | 6-2, 2-6, 4-6    |
| 2.     | 18 giugno 2006    | Halle Open, Halle                           | Erba        | Roger Federer         | 0-6, 7-6(4), 2-6 |
| 3.     | 2 ottobre 2006    | ATP Mumbai Open, Mumbai                     | Cemento     | Dmitrij Tursunov      | 3-6, 6-4, 6(5)-7 |
| 4.     | 13 luglio 2008    | Swedish Open, Båstad (2)                    | Terra rossa | Tommy Robredo         | 4-6, 1-6         |
| 5.     | 4 aprile 2010     | Sony Ericsson Open, Miami                   | Cemento     | Andy Roddick          | 5-7, 4-6         |
| 6.     | 4 luglio 2010     | Torneo di Wimbledon, Londra                 | Erba        | Rafael Nadal          | 3-6, 5-7, 4-6    |
| 7.     | 13 maggio 2012    | Mutua Madrid Open, Madrid                   | Terra blu   | Roger Federer         | 6-3, 5-7, 5-7    |
| 8.     | 25 agosto 2012    | Pilot Pen Tennis, Winston-Salem             | Cemento     | John Isner            | 6-3, 4-6, 6(9)-7 |
| 9.     | 24 febbraio 2013  | Open 13, Marsiglia                          | Cemento (i) | Jo-Wilfried Tsonga    | 6-3, 6(6)-7, 4-6 |
| 10.    | 2 marzo 2013      | Dubai Tennis Championships, Dubai (1)       | Cemento     | Novak Đoković         | 5-7, 3-6         |
| 11.    | 29 settembre 2013 | Thailand Open, Bangkok                      | Cemento (i) | Milos Raonic          | 6(4)-7, 3-6      |
| 12     | 1º marzo 2014     | Dubai Tennis Championships, Dubai (2)       | Cemento     | Roger Federer         | 6-3, 4-6, 3-6    |
| 13.    | 4 maggio 2014     | Portugal Open, Oeiras                       | Terra rossa | Carlos Berlocq        | 6-0, 5-7, 1-6    |
| 14.    | 5 ottobre 2014    | China Open, Pechino                         | Cemento     | Novak Đoković         | 0-6, 2-6         |
| 15.    | 10 gennaio 2015   | Qatar Open ATP, Doha                        | Cemento     | David Ferrer          | 4-6, 5-7         |
| 16.    | 15 febbraio 2015  | ABN AMRO World Tennis Tournament, Rotterdam | Cemento (i) | Stan Wawrinka         | 6-4, 3-6, 4-6    |
| 17.    | 19 aprile 2015    | Monte-Carlo Rolex Masters, Monte Carlo      | Terra rossa | Novak Đoković         | 5-7, 6-4, 3-6    |
| 18.    | 27 maggio 2017    | Open Parc Auvergne-Rhône-Alpes Lyon, Lione  | Terra rossa | Jo Wilfried Tsonga    | 6(2)-7, 5-7      |
| 19.    | 5 gennaio 2019    | Qatar Open ATP, Doha (2)                    | Cemento     | Roberto Bautista Agut | 4-6, 6-3, 3-6    |

### Doppio

#### Vittorie (2)
| Legenda doppio                                         |
| Grande Slam (0)                                        |
| Tennis Masters Cup / ATP World Tour Finals (0)         |
| ATP Masters Series / ATP Masters 1000 (0)              |
| ATP International Series Gold / ATP World Tour 500 (1) |
| ATP International Series / ATP World Tour 250 (1)      |

| Numero | Data             | Torneo                                      | Superficie  | Compagno         | Avversari in finale                  | Punteggio        |
| 1.     | 23 febbraio 2008 | ABN AMRO World Tennis Tournament, Rotterdam | Cemento (i) | Dmitrij Tursunov | Philipp Kohlschreiber Michail Južnyj | 7-5, 3-6, [10-7] |
| 2.     | 3 gennaio 2014   | Qatar Open ATP, Doha                        | Cemento     | Jan Hájek        | Alexander Peya Bruno Soares          | 6-4, 6-2         |

#### Finali perse (1)
| Legenda doppio            |
| Grande Slam (0)           |
| ATP World Tour Finals (0) |
| ATP Masters 1000 (0)      |
| ATP World Tour 500 (1)    |
| ATP World Tour 250 (0)    |

| Numero | Data          | Torneo                                | Superficie | Compagno       | Avversari in finale     | Punteggio         |
| 1.     | 8 agosto 2010 | Legg Mason Tennis Classic, Washington | Cemento    | Radek Štěpánek | Mardy Fish Mark Knowles | 6-4, 67-7, [7-10] |

## Risultati in progressione
Statistiche aggiornate al 16 novembre 2019
| Sigla | Risultato               |
| ----- | ----------------------- |
| V     | Vincitore               |
| F     | Finalista               |
| SF    | Semifinalista           |
| O     | Oro olimpico            |
| A     | Argento olimpico        |
| SF    | Bronzo olimpico         |
| QF    | Quarti di Finale        |
| 4T    | Quarto turno            |
| 3T    | Terzo turno             |
| 2T    | Secondo turno           |
| 1T    | Primo turno             |
| RR    | Round Robin             |
| LQ    | Turno di qualificazione |
| A     | Assente                 |
| ND    | Non disputato           |

| Legenda superfici    |
| -------------------- |
| Cemento              |
| Terra battuta        |
| Erba                 |
| Superficie variabile |

| Torneo                      | 2003                        | 2004                        | 2005                        | 2006                        | 2007                        | 2008                        | 2009                      | 2010                      | 2011                      | 2012                      | 2013                      | 2014                      | 2015                      | 2016                      | 2017                      | 2018                      | 2019                      | Carriera V-P |
| --------------------------- | --------------------------- | --------------------------- | --------------------------- | --------------------------- | --------------------------- | --------------------------- | ------------------------- | ------------------------- | ------------------------- | ------------------------- | ------------------------- | ------------------------- | ------------------------- | ------------------------- | ------------------------- | ------------------------- | ------------------------- | ------------ |
| Tornei Grande Slam          |                             |                             |                             |                             |                             |                             |                           |                           |                           |                           |                           |                           |                           |                           |                           |                           |                           |              |
| Australian Open             | A                           | 2T                          | 1T                          | 2T                          | 4T                          | 4T                          | 4T                        | 2T                        | QF                        | QF                        | QF                        | SF                        | SF                        | QF                        | 3T                        | QF                        | 4T                        | 47–16        |
| Open di Francia             | A                           | 1T                          | 2T                          | 4T                          | 1T                          | 2T                          | 1T                        | SF                        | 1T                        | 4T                        | 1T                        | QF                        | 4T                        | QF                        | 2T                        | 1T                        | A                         | 25–15        |
| Wimbledon                   | A                           | 1T                          | 3T                          | 4T                          | QF                          | 3T                          | 4T                        | F                         | 4T                        | 1T                        | QF                        | 3T                        | 4T                        | SF                        | SF                        | A                         | 1T                        | 42–15        |
| US Open                     | 2T                          | 4T                          | 3T                          | 4T                          | 4T                          | 1T                          | 3T                        | 1T                        | 3T                        | SF                        | 4T                        | QF                        | 4T                        | A                         | 2T                        | A                         | 1T                        | 32–15        |
| Vittorie-Sconfitte          | 1–1                         | 4–4                         | 5–4                         | 10–4                        | 10–4                        | 6–4                         | 8–4                       | 12–4                      | 9–4                       | 12–4                      | 11–4                      | 15–4                      | 14–4                      | 13–3                      | 9–4                       | 4–2                       | 3–3                       | 146–61       |
| ATP Finals                  |                             |                             |                             |                             |                             |                             |                           |                           |                           |                           |                           |                           |                           |                           |                           |                           |                           |              |
| ATP Finals                  | A                           | A                           | A                           | A                           | A                           | A                           | A                         | RR                        | SF                        | RR                        | RR                        | RR                        | RR                        | A                         | A                         | A                         | A                         | 6–13         |
| Vittorie-Sconfitte          | 0–0                         | 0–0                         | 0–0                         | 0–0                         | 0–0                         | 0–0                         | 0–0                       | 1–2                       | 2–2                       | 1–2                       | 1–2                       | 1–2                       | 0–3                       | 0–0                       | 0–0                       | 0–0                       | 0–0                       | 6–13         |
| ATP World Tour Masters 1000 |                             |                             |                             |                             |                             |                             |                           |                           |                           |                           |                           |                           |                           |                           |                           |                           |                           |              |
| Indian Wells                | A                           | A                           | 3T                          | 4T                          | 2T                          | 2T                          | 2T                        | QF                        | 4T                        | 4T                        | SF                        | 2T                        | QF                        | 4T                        | 3T                        | 3T                        | 1T                        | 22–15        |
| Miami                       | A                           | A                           | 1T                          | 3T                          | 3T                          | SF                          | 4T                        | F                         | QF                        | 3T                        | QF                        | SF                        | SF                        | QF                        | QF                        | 3T                        | A                         | 34–13        |
| Monte Carlo                 | A                           | 1T                          | 2T                          | 2T                          | SF                          | A                           | 1T                        | 3T                        | 3T                        | SF                        | 3T                        | 3T                        | F                         | 2T                        | 3T                        | 1T                        | A                         | 20–14        |
| Madrid                      | A                           | 1T                          | 1T                          | SF                          | 2T                          | 2T                          | 2T                        | A                         | QF                        | F                         | SF                        | QF                        | SF                        | QF                        | 3T                        | 1T                        | A                         | 23–14        |
| Roma                        | A                           | LQ                          | 1T                          | 3T                          | QF                          | A                           | 1T                        | 2T                        | QF                        | QF                        | SF                        | 3T                        | QF                        | 3T                        | 3T                        | 1T                        | A                         | 19–13        |
| Montréal/Toronto            | A                           | A                           | 2T                          | QF                          | 1T                          | 2T                          | 1T                        | QF                        | QF                        | 3T                        | 3T                        | 3T                        | 2T                        | QF                        | A                         | A                         | A                         | 14–12        |
| Cincinnati                  | A                           | A                           | 2T                          | 1T                          | 3T                          | 2T                          | QF                        | 3T                        | SF                        | 3T                        | SF                        | 2T                        | QF                        | 3T                        | 1T                        | A                         | A                         | 18–13        |
| Shanghai                    | ND                          | ND                          | Non ATP Masters Series      | Non ATP Masters Series      | Non ATP Masters Series      | Non ATP Masters Series      | 3T                        | 3T                        | 3T                        | SF                        | 3T                        | QF                        | QF                        | 2T                        | A                         | A                         | A                         | 12–8         |
| Parigi                      | A                           | A                           | V                           | QF                          | 3T                          | 3T                          | 2T                        | 3T                        | SF                        | QF                        | QF                        | SF                        | QF                        | QF                        | A                         | A                         | A                         | 27–11        |
| Amburgo                     | A                           | A                           | 2T                          | 1T                          | 2T                          | 2T                          | ATP World Tour 500 series | ATP World Tour 500 series | ATP World Tour 500 series | ATP World Tour 500 series | ATP World Tour 500 series | ATP World Tour 500 series | ATP World Tour 500 series | ATP World Tour 500 series | ATP World Tour 500 series | ATP World Tour 500 series | ATP World Tour 500 series | 2–4          |
| Vittorie-Sconfitte          | 0–0                         | 0–2                         | 12–8                        | 14–9                        | 12–9                        | 9–7                         | 9–9                       | 16–8                      | 19–9                      | 19–9                      | 21–9                      | 14–8                      | 22–9                      | 12–9                      | 10–6                      | 2–5                       | 0–1                       | 191–117      |
| ATP World Tour 500 series   |                             |                             |                             |                             |                             |                             |                           |                           |                           |                           |                           |                           |                           |                           |                           |                           |                           |              |
| Rotterdam                   | A                           | A                           | 2T                          | 1T                          | 1T                          | 2T                          | 1T                        | A                         | QF                        | SF                        | A                         | V                         | F                         | A                         | SF                        | QF                        | 2T                        | 22–9         |
| Memphis                     | A                           | A                           | A                           | A                           | A                           | A                           | A                         | QF                        | A                         | A                         | A                         | ATP 250                   | ATP 250                   | ATP 250                   | ATP 250                   | ND                        | ND                        | 2–1          |
| Rio de Janeiro              | Non Disputato               | Non Disputato               | Non Disputato               | Non Disputato               | Non Disputato               | Non Disputato               | Non Disputato             | Non Disputato             | Non Disputato             | Non Disputato             | Non Disputato             | A                         | A                         | A                         | A                         | A                         | A                         | 0-0          |
| Acapulco                    | A                           | A                           | A                           | A                           | A                           | A                           | A                         | A                         | A                         | A                         | A                         | A                         | A                         | A                         | A                         | A                         | A                         | 0–0          |
| Dubai                       | A                           | A                           | 2T                          | 2T                          | 2T                          | 2T                          | A                         | A                         | SF                        | QF                        | F                         | F                         | SF                        | QF                        | 2T                        | A                         | 2T                        | 24–12        |
| Barcellona                  | A                           | 2T                          | A                           | 2T                          | A                           | A                           | 3T                        | A                         | A                         | A                         | 3T                        | A                         | A                         | A                         | A                         | A                         | A                         | 5–4          |
| Stoccarda                   | A                           | 3T                          | QF                          | SF                          | 2T                          | A                           | ATP World Tour 250 series | ATP World Tour 250 series | ATP World Tour 250 series | ATP World Tour 250 series | ATP World Tour 250 series | ATP World Tour 250 series | ATP World Tour 250 series | ATP World Tour 250 series | ATP World Tour 250 series | ATP World Tour 250 series | ATP World Tour 250 series | 7–4          |
| Kitzbühel                   | A                           | 3T                          | A                           | A                           | A                           | A                           | ATP World Tour 250 series | ATP World Tour 250 series | ATP World Tour 250 series | ATP World Tour 250 series | ATP World Tour 250 series | ATP World Tour 250 series | ATP World Tour 250 series | ATP World Tour 250 series | ATP World Tour 250 series | ATP World Tour 250 series | ATP World Tour 250 series | 1–1          |
| Halle                       | ATP World Tour 250 series   | ATP World Tour 250 series   | ATP World Tour 250 series   | ATP World Tour 250 series   | ATP World Tour 250 series   | ATP World Tour 250 series   | ATP World Tour 250 series | ATP World Tour 250 series | ATP World Tour 250 series | ATP World Tour 250 series | ATP World Tour 250 series | ATP World Tour 250 series | QF                        | 1T                        | A                         | A                         | A                         | 2–2          |
| Londra                      | ATP World Tour 250 series   | ATP World Tour 250 series   | ATP World Tour 250 series   | ATP World Tour 250 series   | ATP World Tour 250 series   | ATP World Tour 250 series   | ATP World Tour 250 series | ATP World Tour 250 series | ATP World Tour 250 series | ATP World Tour 250 series | ATP World Tour 250 series | ATP World Tour 250 series | A                         | A                         | QF                        | 1T                        | A                         | 2–2          |
| Amburgo                     | ATP World Tour Masters 1000 | ATP World Tour Masters 1000 | ATP World Tour Masters 1000 | ATP World Tour Masters 1000 | ATP World Tour Masters 1000 | ATP World Tour Masters 1000 | A                         | A                         | A                         | A                         | A                         | A                         | A                         | A                         | A                         | A                         | A                         | 0–0          |
| Washington                  | ATP International Series    | ATP International Series    | ATP International Series    | ATP International Series    | ATP International Series    | ATP International Series    | QF                        | QF                        | A                         | A                         | A                         | 3T                        | A                         | A                         | A                         | A                         | A                         | 5–3          |
| Pechino                     | ND                          | ATP International Series    | ATP International Series    | ATP International Series    | ATP International Series    | ATP International Series    | A                         | 1T                        | V                         | A                         | SF                        | F                         | 1T                        | A                         | 2T                        | A                         | A                         | 12–5         |
| Tokyo                       | 1T                          | A                           | A                           | A                           | SF                          | V                           | QF                        | A                         | A                         | QF                        | A                         | A                         | A                         | 1T                        | A                         | A                         | A                         | 12–5         |
| Vienna                      | A                           | A                           | 1T                          | A                           | A                           | A                           | ATP World Tour 250 series | ATP World Tour 250 series | ATP World Tour 250 series | ATP World Tour 250 series | ATP World Tour 250 series | ATP World Tour 250 series | A                         | 1T                        | A                         | A                         | A                         | 0–2          |
| Basilea                     | ATP International Series    | ATP International Series    | ATP International Series    | ATP International Series    | ATP International Series    | ATP International Series    | A                         | 1T                        | 1T                        | A                         | 1T                        | A                         | A                         | A                         | A                         | A                         | A                         | 0–3          |
| Valencia                    | ATP International Series    | ATP International Series    | ATP International Series    | ATP International Series    | ATP International Series    | ATP International Series    | 2T                        | A                         | A                         | A                         | A                         | 1T                        | 250                       | Non Disputato             | Non Disputato             | Non Disputato             | Non Disputato             | 1–2          |
| Vittorie-Sconfitte          | 0–1                         | 3–3                         | 4–4                         | 6–4                         | 5–4                         | 7–2                         | 7–5                       | 4–4                       | 10–2                      | 7–3                       | 7–4                       | 14–4                      | 9–4                       | 2–4                       | 7–4                       | 2–1                       | 2–2                       | 95–55        |
| ATP World Tour 250 series   |                             |                             |                             |                             |                             |                             |                           |                           |                           |                           |                           |                           |                           |                           |                           |                           |                           |              |
| Chennai                     | A                           | A                           | A                           | A                           | A                           | A                           | A                         | A                         | SF                        | A                         | QF                        | A                         | A                         | A                         | A                         | A                         | A                         | 4–2          |
| Doha                        | A                           | A                           | A                           | A                           | A                           | A                           | A                         | A                         | A                         | A                         | A                         | 1T                        | F                         | SF                        | SF                        | 1T                        | F                         | 14–6         |
| Adelaide                    | A                           | A                           | 1T                          | SF                          | A                           | A                           | Non Disputato             | Non Disputato             | Non Disputato             | Non Disputato             | Non Disputato             | Non Disputato             | Non Disputato             | Non Disputato             | Non Disputato             | Non Disputato             | Non Disputato             | 3–2          |
| Brisbane                    | Non Disputato               | Non Disputato               | Non Disputato               | Non Disputato               | Non Disputato               | Non Disputato               | 2T                        | SF                        | A                         | A                         | A                         | A                         | A                         | A                         | A                         | A                         | A                         | 4–2          |
| Sydney                      | A                           | A                           | 1T                          | 1T                          | QF                          | QF                          | 1T                        | 2T                        | A                         | A                         | A                         | A                         | A                         | A                         | A                         | A                         | A                         | 4–6          |
| Montpellier                 | A                           | A                           | A                           | A                           | A                           | A                           | A                         | A                         | ND                        | V                         | A                         | A                         | A                         | A                         | A                         | A                         | SF                        | 7–1          |
| San Jose                    | A                           | A                           | A                           | A                           | A                           | A                           | A                         | QF                        | A                         | A                         | A                         | Non Disputato             | Non Disputato             | Non Disputato             | Non Disputato             | Non Disputato             | Non Disputato             | 2–1          |
| Marsiglia                   | A                           | A                           | 2T                          | 1T                          | A                           | A                           | 1T                        | A                         | QF                        | A                         | F                         | A                         | A                         | SF                        | A                         | SF                        | A                         | 9–7          |
| Estoril                     | A                           | A                           | 1T                          | A                           | A                           | A                           | A                         | A                         | A                         | A                         | A                         | F                         | A                         | A                         | A                         | A                         | A                         | 3–2          |
| Monaco di Baviera           | A                           | A                           | A                           | A                           | SF                          | A                           | V                         | QF                        | A                         | A                         | A                         | A                         | A                         | A                         | A                         | A                         | A                         | 10–2         |
| Nizza                       | Non Disputato               | Non Disputato               | Non Disputato               | Non Disputato               | Non Disputato               | Non Disputato               | Non Disputato             | A                         | SF                        | A                         | A                         | A                         | A                         | A                         | Non Disputato             | Non Disputato             | Non Disputato             | 2–1          |
| Lione                       | Non Disputato               | Non Disputato               | Non Disputato               | Non Disputato               | Non Disputato               | Non Disputato               | Non Disputato             | Non Disputato             | Non Disputato             | Non Disputato             | Non Disputato             | Non Disputato             | Non Disputato             | Non Disputato             | F                         | A                         | A                         | 3–1          |
| Sankt Pölten/Pörtschach     | A                           | 1T                          | A                           | A                           | A                           | A                           | Non Disputato             | Non Disputato             | Non Disputato             | Non Disputato             | Non Disputato             | Non Disputato             | Non Disputato             | Non Disputato             | Non Disputato             | Non Disputato             | Non Disputato             | 0–1          |
| Stoccarda                   | ATP World Tour 500 series   | ATP World Tour 500 series   | ATP World Tour 500 series   | ATP World Tour 500 series   | ATP World Tour 500 series   | ATP World Tour 500 series   | 1T(1)                     | A                         | A                         | A                         | A                         | A                         | A                         | A                         | QF                        | QF                        | A                         | 2–3          |
| Halle                       | A                           | A                           | A                           | F                           | V                           | 2T                          | 2T                        | A                         | SF                        | QF                        | A                         | A                         | ATP World Tour 500 series | ATP World Tour 500 series | ATP World Tour 500 series | ATP World Tour 500 series | ATP World Tour 500 series | 14–5         |
| Londra                      | A                           | A                           | 1T                          | A                           | A                           | A                           | A                         | A                         | A                         | A                         | QF                        | QF                        | ATP World Tour 500 series | ATP World Tour 500 series | ATP World Tour 500 series | ATP World Tour 500 series | ATP World Tour 500 series | 4–3          |
| Nottingham                  | A                           | A                           | 2T                          | A                           | A                           | A                           | A                         | A                         | A                         | A                         | A                         | A                         | A                         | A                         | Challenger                | Challenger                | Challenger                | 1–1          |
| Båstad                      | A                           | A                           | F                           | 1T                          | A                           | F                           | A                         | A                         | SF                        | A                         | QF                        | A                         | A                         | A                         | A                         | A                         | A                         | 10–5         |
| Gstaad                      | A                           | 1T                          | A                           | A                           | A                           | A                           | A                         | A                         | A                         | A                         | A                         | A                         | A                         | A                         | A                         | A                         | A                         | 0–1          |
| Los Cabos                   | Non Disputato               | Non Disputato               | Non Disputato               | Non Disputato               | Non Disputato               | Non Disputato               | Non Disputato             | Non Disputato             | Non Disputato             | Non Disputato             | Non Disputato             | Non Disputato             | Non Disputato             | A                         | SF                        | A                         | A                         | 2–1          |
| Washington                  | A                           | A                           | SF                          | A                           | A                           | A                           | ATP World Tour 500 series | ATP World Tour 500 series | ATP World Tour 500 series | ATP World Tour 500 series | ATP World Tour 500 series | ATP World Tour 500 series | ATP World Tour 500 series | ATP World Tour 500 series | ATP World Tour 500 series | ATP World Tour 500 series | ATP World Tour 500 series | 3–1          |
| Winston-Salem               | A                           | A                           | A                           | A                           | A                           | A                           | A                         | A                         | A                         | F                         | A                         | A                         | A                         | A                         | A                         | A                         | 2T                        | 5–2          |
| Palermo                     | A                           | V                           | 1T                          | A                           | Non Disputato               | Non Disputato               | Non Disputato             | Non Disputato             | Non Disputato             | Non Disputato             | Non Disputato             | Non Disputato             | Non Disputato             | Non Disputato             | Non Disputato             | Non Disputato             | Non Disputato             | 5–1          |
| Basilea                     | A                           | A                           | 2T                          | A                           | QF                          | 1T                          | ATP World Tour 500 series | ATP World Tour 500 series | ATP World Tour 500 series | ATP World Tour 500 series | ATP World Tour 500 series | ATP World Tour 500 series | ATP World Tour 500 series | ATP World Tour 500 series | ATP World Tour 500 series | ATP World Tour 500 series | ATP World Tour 500 series | 3–3          |
| San Pietroburgo             | A                           | A                           | A                           | A                           | A                           | A                           | A                         | A                         | A                         | A                         | A                         | ND                        | 1T                        | SF                        | A                         | A                         | A                         | 2–2          |
| Mumbai                      | A                           | A                           | A                           | F                           | A                           | Non Disputato               | Non Disputato             | Non Disputato             | Non Disputato             | Non Disputato             | Non Disputato             | Non Disputato             | Non Disputato             | Non Disputato             | Non Disputato             | Non Disputato             | Non Disputato             | 4–1          |
| Kuala Lumpur                | Non Disputato               | Non Disputato               | Non Disputato               | Non Disputato               | Non Disputato               | Non Disputato               | QF                        | QF                        | A                         | A                         | A                         | A                         | A                         | Non Disputato             | Non Disputato             | Non Disputato             | Non Disputato             | 3–2          |
| Bangkok                     | A                           | A                           | A                           | A                           | SF                          | SF                          | A                         | A                         | A                         | A                         | F                         | Non Disputato             | Non Disputato             | Non Disputato             | Non Disputato             | Non Disputato             | Non Disputato             | 8–3          |
| Shenzhen                    | Non Disputato               | Non Disputato               | Non Disputato               | Non Disputato               | Non Disputato               | Non Disputato               | Non Disputato             | Non Disputato             | Non Disputato             | Non Disputato             | Non Disputato             | A                         | V                         | V                         | A                         | A                         | ND                        | 8–0          |
| Mosca                       | A                           | 1T                          | A                           | A                           | A                           | A                           | A                         | A                         | A                         | A                         | A                         | A                         | A                         | A                         | A                         | A                         | A                         | 0–1          |
| Stoccolma                   | A                           | 1T                          | A                           | QF                          | A                           | A                           | A                         | 1T                        | A                         | V                         | A                         | V                         | V                         | A                         | A                         | A                         | A                         | 14–3         |
| Vittorie-Sconfitte          | 0–0                         | 5–4                         | 14–11                       | 13–7                        | 14–4                        | 8–5                         | 9–6                       | 8–6                       | 11–5                      | 13–2                      | 10–5                      | 9–3                       | 12–2                      | 11–3                      | 9–4                       | 3–3                       | 8–3                       | 153–73       |
| Nazionale                   |                             |                             |                             |                             |                             |                             |                           |                           |                           |                           |                           |                           |                           |                           |                           |                           |                           |              |
| Coppa Davis                 | PO                          | PO                          | PO                          | PO                          | PO                          | QF                          | F                         | SF                        | PO                        | V                         | V                         | SF                        | A                         | QF                        | A                         | A                         | A                         | 29–15        |
| Vittorie-Sconfitte          | 1–0                         | 1–1                         | 2–1                         | 3–0                         | 2–2                         | 1–2                         | 3–2                       | 1–2                       | 2–1                       | 6–1                       | 4–1                       | 2–1                       | 0–0                       | 1–1                       | 0–0                       | 0–0                       | 0–0                       | 29–15        |
| Giochi Olimpici             | ND                          | QF                          | Non disputati               | Non disputati               | Non disputati               | 3T                          | Non disputati             | Non disputati             | Non disputati             | 1T                        | Non disputati             | Non disputati             | Non disputati             | A                         | Non disputati             | Non disputati             | Non disputati             | 5–3          |
| Vittorie-Sconfitte          | ND                          | 3–1                         | Non disputati               | Non disputati               | Non disputati               | 2–1                         | Non disputati             | Non disputati             | Non disputati             | 0–1                       | Non disputati             | Non disputati             | Non disputati             | 0–0                       | Non disputati             | Non disputati             | Non disputati             | 5–3          |
| Statistiche Carriera        |                             |                             |                             |                             |                             |                             |                           |                           |                           |                           |                           |                           |                           |                           |                           |                           |                           |              |
| Finali ATP World Tour       | 0                           | 1                           | 2                           | 2                           | 1                           | 2                           | 1                         | 2                         | 1                         | 4                         | 3                         | 5                         | 5                         | 1                         | 1                         | 0                         | 1                         | 19           |
| Tornei ATP vinti            | 0                           | 1                           | 1                           | 0                           | 1                           | 1                           | 1                         | 0                         | 1                         | 2                         | 0                         | 2                         | 2                         | 1                         | 0                         | 0                         | 0                         | 13           |
| Vittorie-Sconfitte          | 2–2                         | 16–15                       | 34–29                       | 48–24                       | 46–24                       | 35–22                       | 36–26                     | 45–26                     | 53–23                     | 60–22                     | 54–25                     | 55–22                     | 57–22                     | 39–20                     | 35–19                     | 11–11                     | 13–9                      | 640–342      |
| Ranking di fine anno        | 113                         | 45                          | 24                          | 13                          | 14                          | 20                          | 20                        | 6                         | 7                         | 6                         | 7                         | 7                         | 6                         | 10                        | 19                        | 71                        | 105                       | 4            |

(1) Disputato su terra.